# Thương Lãng
Thương Lãng (tiếng Trung: 沧浪区, Hán Việt: Thương Lãng khu) là một khu cũ của thành phố Tô Châu (苏州市), tỉnh Giang Tô, Cộng hòa Nhân dân Trung Hoa. Quận Thương Lãng có diện tích 30 km², dân số năm 2001 là 310.000 người. Quận Thương Lãng có các đơn vị hành chính gồm 6 nhai đạo. Từ tháng 9 năm 2012, Thương Lãng cùng với Kim Xương và Bình Giang sáp nhập lại thành Cô Tô.